# Женские тайны
«Женские тайны» (англ. Things You Can Tell Just by Looking at Her, букв. «Что можно сказать, лишь посмотрев на неё») — американская мелодрама 2000 года режиссёра Родриго Гарсии.

## Сюжет
Фильм разделён на пять эпизодов, с прологом и эпилогом, объединённых общностью персонажей и их судеб.
Пролог
Детективы расследуют самоубийство испанской женщины, Кармен Альбы. Одна из полицейских — Кэти Фабер.
Доктор Кинер
Элейн Кинер живёт одна, с престарелой матерью, нуждающейся в уходе. Однажды она приглашает в гости Кристину, которая занимается предсказаниями по картам Таро. Сама того не ведая, Кристина описывает в точности мир Элейн: упорядоченный, холодный, полный одиночества.
Фантазии о Ребекке
Ребекка Вэйнон — банковский менеджер. У неё роман с Робертом, женатым мужчиной. Забеременев, она не встречает у него ни капли сочувствия, он лишь просит «уладить этот вопрос». Предстоящий аборт ввергает её в мучительные переживания, которые она из всех сил старается не заметить и подавить.
Некто для Роуз
Мать одиночка Роуз — писательница детских книг, она живёт вместе с сыном-школьником. Их новый сосед — карлик Альберт. Роуз чрезвычайно заинтригована им и хочет познакомиться. В это же время она узнаёт, что у её сына, оказывается, уже был секс с девушкой.
Спокойной ночи, Лили. Спокойной ночи, Кристина
Кристина ухаживает за своей любимой, Лили, которая тяжело больна. Близость смерти пугает Лили. Девушки вспоминают, как они познакомились, свой первый поцелуй.
Любовь в ожидании Кэти
Кэти Фабер живёт вместе с сестрой Кэрол. Кэрол слепа, но она не унывает, ведёт активную жизнь, ходит на свидания, и в чём-то даже счастливее Кэти. Но Кэти тоже собирается на свидание, ей понравился медэксперт Сэм, с которым она познакомилась на расследовании самоубийства.
Эпилог
Элейн Кинер приходит в бар, где у неё назначено свидание с Уолтером, коллегой Ребекки Вэйнон.

## Актёрский состав
| В ролях           | Эпизод       | Эпизод          | Эпизод             | Эпизод         | Эпизод                                         | Эпизод                 | Эпизод      |
| В ролях           | Пролог       | Доктор Кинер    | Фантазии о Ребекке | Некто для Роуз | Спокойной ночи, Лили. Спокойной ночи, Кристина | Любовь в ожидании Кэти | Эпилог      |
| ----------------- | ------------ | --------------- | ------------------ | -------------- | ---------------------------------------------- | ---------------------- | ----------- |
| Гленн Клоуз       |              | Элейн Кинер     | Элейн Кинер        |                |                                                |                        | Элейн Кинер |
| Калиста Флокхарт  |              | Кристина Тейлор |                    |                | Кристина Тейлор                                |                        |             |
| Камерон Диас      |              |                 |                    |                |                                                | Кэрол Фабер            |             |
| Кэти Бейкер       |              |                 | Роуз               | Роуз           |                                                |                        |             |
| Эми Бреннеман     | Кэти Фабер   |                 |                    |                |                                                | Кэти Фабер             |             |
| Валерия Голино    |              |                 |                    |                | Лили                                           |                        |             |
| Холли Хантер      |              |                 | Ребекка Вэйнон     |                |                                                |                        |             |
| Мэтт Крэйвен      |              |                 | Уолтер             |                |                                                | Уолтер                 | Уолтер      |
| Грегори Хайнс     |              |                 | Роберт             |                |                                                |                        |             |
| Мигель Сандоваль  | Сэм          |                 |                    |                |                                                | Сэм                    |             |
| Ноа Флейс         |              |                 |                    | Джей           |                                                |                        |             |
| Дэнни Вудберн     |              |                 |                    | Альберт        |                                                | Альберт                |             |
| Рома Маффиа       |              |                 |                    |                |                                                | Дебби                  |             |
| Мика Бурем        |              |                 |                    |                | Джун                                           | Джун                   |             |
| Пенелопа Аллен    |              |                 | Нэнси              |                |                                                |                        |             |
| Ирма Сент Пол     |              | мать Элейн      |                    |                |                                                |                        |             |
| Хуанита Дженнингс |              |                 | Медсестра          |                |                                                |                        |             |
| Лора Ли Хьюз      |              |                 | Секретарь          |                |                                                |                        |             |
| Эрик Кинг         |              |                 |                    |                |                                                | полицейский            |             |
| Эльпидия Каррильо | Кармен Альба |                 |                    |                |                                                |                        |             |

## Награды
Фильм получил следующие награды:
| Награды                | Награды | Награды                 | Награды   | Награды        |
| ---------------------- | ------- | ----------------------- | --------- | -------------- |
| Фестиваль / Премия     | Год     | Награда                 | Категория | Победитель     |
| Каннский кинофестиваль | 2000    | Un Certain Regard Award |           | Родриго Гарсиа |